# Guy Gilpatric
John Guy Gilpatric (New York, 21 januari 1896 – Santa Barbara, 7 juli 1950) was een Amerikaans piloot, vlieginstructeur, journalist en schrijver, het meest bekend van zijn korte verhalen over Mr. Glencannon.

## Biografie
Guy Gilpatric werd op 21 januari 1896 geboren in New York als zoon van een Schotse immigrant. Toen hij op zevenjarige leeftijd voor het eerst een vliegtuig zag wist hij dat hij piloot wilde worden. Daarin slaagde hij al op zeer jonge leeftijd en in 1912 verbeterde hij het Amerikaanse hoogterecord. Hij was demonstratie-, stunt- en testpiloot en instructeur. In die hoedanigheid werkte hij mee aan diverse films. Voor een van die films moest hij volgens het draaiboek zijn vliegtuig laten neerstorten, wat hij ook deed. Wonderbaarlijk genoeg overleefde hij de crash. Omdat de opnamen mislukt waren werd hem gevraagd het nog eens over te doen. In zijn autobiografische boek "Flying Stories" verhaalt hij over deze periode van zijn leven.
Tijdens de Eerste Wereldoorlog diende Gilpatric als jachtpiloot 18 maanden in het Amerikaanse leger en later als oorlogscorrespondent in Europa. In die tijd schreef hij ook de eerste verhalen over Mr. Glencannon, de eeuwig dronken Schotse machinist van de SS Inchcliffe Castle.
Na de oorlog vestigde hij zich in Antibes en ging aan de slag als publiciteitsagent. In 1920 trouwde hij met Maude Louise (geboortenaam onbekend). Ook droeg hij erbij aan de ontwikkeling van de nog jonge duiksport: rond 1930 beproefde Gilpatric bij het onderwatervissen rubberen duikbrillen met glazen lenzen en publiceerde in 1938 het boek "The Compleat Goggler", waarin verhalen over onderwatervissen staan die hij in de jaren daarvoor heeft gepubliceerd in The Saturday Evening Post. Net voor het uitbreken van de Tweede Wereldoorlog keerden hij en zijn vrouw Louise terug naar de Verenigde Staten, waar hij verderging met schrijven.
In 1950 belandde Louise in het ziekenhuis. Doordat haar medische status werd verwisseld met die van iemand anders, kreeg ze onterecht te horen dat ze ongeneeslijk ziek was. Daarop pleegde het koppel op 7 juli 1950 zelfmoord. Pas na deze daad werd de vergissing opgemerkt.

## Werken
Gilpatric is het meest bekend van zijn komische verhalen over Mr. Glencannon, de eeuwig dronken Schotse scheepsmachinist van het schip Inchcliffe Castle die werden gepubliceerd in het tijdschrift The Saturday Evening Post. De verhalen werden tevens gebundeld in diverse boeken en in 1959 werd er een 39-delige televisieserie van gemaakt met Thomas Mitchell in de hoofdrol.
In 1943 werd zijn boek "Action in the North Atlantic" verfilmd, met Humphrey Bogart in de hoofdrol. Het script leverde hem een Oscarnominatie op.
In het autobiografische "Flying Stories" verhaalt Gilpatric over zijn jonge jaren als piloot.